# Флеогена
Флео́гена (лат. Phleogena) — монотипный род грибов, типовой род семейства флеогеновые (Phleogenaceae). Единственный вид — флеогена буковая (Phleogena faginea).

## Описание
Плодовые тела сухие, 2—7 мм высотой, в виде головки на ножке. Головка до 3 мм в диаметре, покрыта растрескивающимся перидием, сначала беловатым, затем становящимся серым или бурым, содержит коричневую споровую массу. Ножка до 0,5 мм толщиной, наиболее узкая в средней части, с дисковидным основанием, цилиндрическая или сплюснутая, иногда продольно-бороздчатая, прямая или изогнутая.

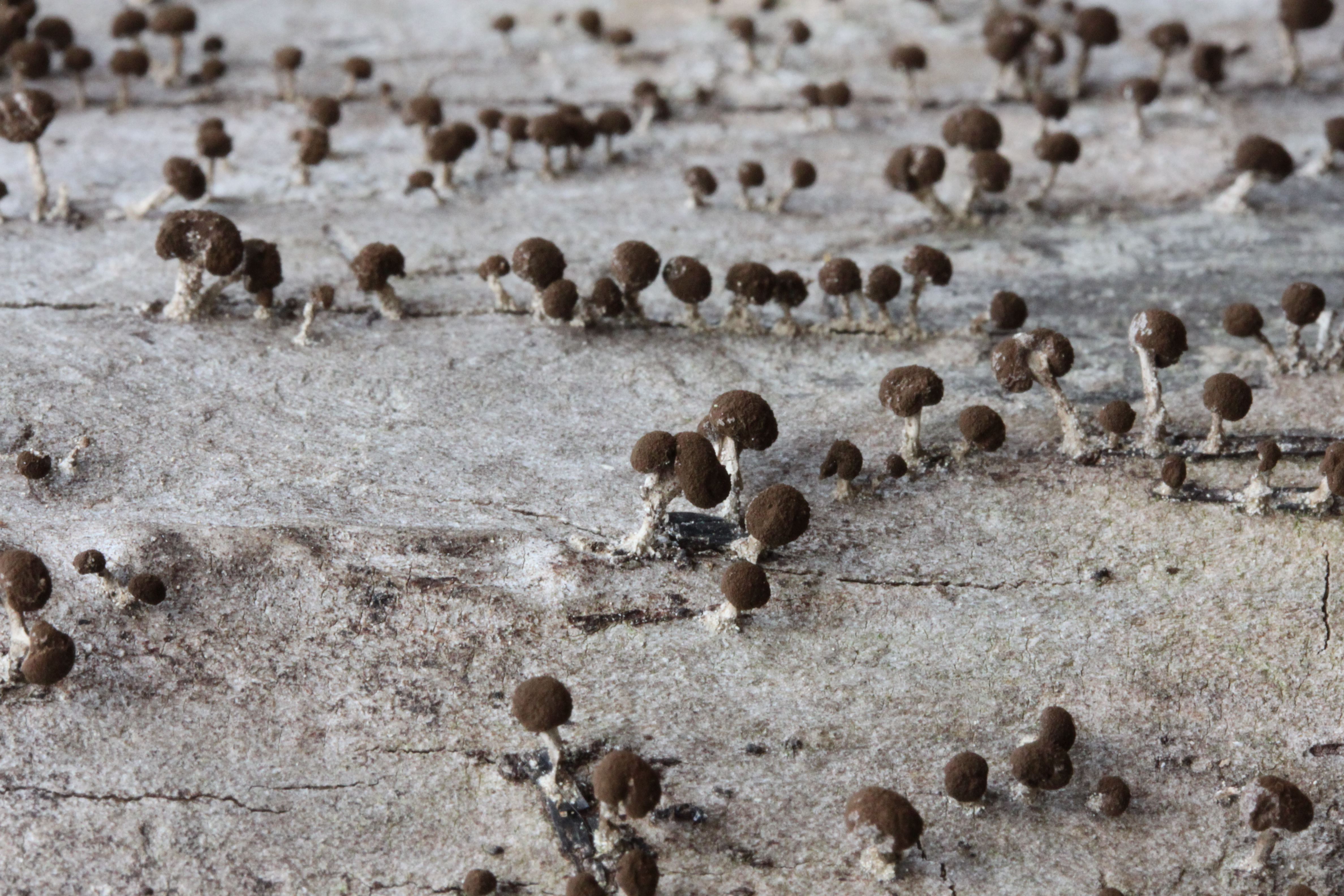

Базидии (пробазидии) 18—27×3—4 мкм, цилиндрические, без стеригм, часто изогнутые. Споры 6—11×4—7 мкм, сидячие, почти шаровидные, коричневого цвета.
Пищевого значения гриб не имеет. Из-за внешности и формы плодовых тел часто принимается за слизевик.

## Экология и ареал
Сапротроф, произрастающий на коре лиственных деревьев (очень редко — на хвойных). Плодовые тела образуются группами или скоплениями, осенью.
Широко распространённый в Северном полушарии вид, также обнаружен в Южной Америке и Новой Зеландии.

## Синонимы
- Botryochaete faginea (Fr. & Palmquist) Corda, 1854
- Ecchyna faginea (Fr. & Palmquist) Fr., 1857
- Ecchyna petersii (Berk. & M.A.Curtis) Pat., 1900
- Martindalia spironema Sacc. & Ellis, 1885
- Onygena decorticata Pers., 1800
- Onygena faginea Fr. & Palmquist, 1818 : Fr., 1821basionym
- Phleogena decorticata (Pers.) G.W.Martin, 1944
- Pilacre friesii Weinm., 1834, non 1832
- Pilacre decorticata (Pers.) Lloyd, 1925
- Pilacre faginea (Fr. & Palmquist) Berk. & Broome, 1850
- Pilacre petersii Berk. & M.A.Curtis, 1859